# Музей сучасного мистецтва Університету Південної Флориди
28°03′49″ пн. ш. 82°24′56″ зх. д. / 28.063569° пн. ш. 82.41563° зх. д.
28°03′49″ пн. ш. 82°24′56″ зх. д. / 28.063569° пн. ш. 82.41563° зх. д.
Музей сучасного мистецтва Університету Південної Флориди - музей сучасного мистецтва при Університеті Південної Флориди у Тампа, штат Флорида. Він відкрився в своєму теперішньому місці у 1989 році. Виставки включають графічний дизайн та скульптуру.

## Колекція
Музей сучасного мистецтва університету Південної Флориди зберігає постійну колекцію для університету Південної Флориди. Створена на початку 1960-х років з ключовими закупівлями програми виставок університету, налічує понад 5000 предметів сучасної графіки, роботи на папері, скульптур та фотографії. Особливі переваги колекції включають великі подарунки від Graphicstudio, фонду Мартіна С. Акермана, Роберта Стекхауза та Фонду візуальних мистецтв Енді Ворхола.
У середині 1980-х Фонд Мартіна С. Акермана забезпечив щедру пожертву у приблизно 675 творів мистецтва, що складається здебільшого з малюнків, відбитків та фотографій.
У 1991 р. Роберт Стекхаус вибрав Музей сучасного мистецтва Університету Південної Флориди для дару архіву його друкованих мультиплікацій.
У 2008 році Фонд Енді Ворхола подарував підбірку з 106 оригінальних фотографій з поляроїдом та 50 друків з желатинового срібла, створених Енді Ворхолом між 1970 та 1987 роками. Ці зображення часто служили основою для портретів художника, картин на шовкографії, малюнків та відбитків.
Також зберігаються кілька невеликих навчальних колекцій африканських та доколумбійських мезоамериканських артефактів.